# Llazi Sërbo
Llazi Sërbo (ur. 9 marca 1948 w Korczy, zm. 12 września 2010 tamże) – albański aktor i reżyser.

## Życiorys
Po ukończeniu szkoły w rodzinnej miejscowości pracował jako malarz w Pogradcu. W 1969 ukończył studia na Wydziale Aktorskim Instytutu Sztuk w Tiranie. Po ukończeniu studiów pracował w teatrze Andona Zako Cajupiego w Korczy. Zadebiutował w dramacie Njolla të Murme (Szare plamy) Minusha Jero. Na scenie korczańskiej zagrał ponad 30 ról, kilkakrotnie wystąpił w roli reżysera.
Na dużym ekranie zadebiutował w 1972 rolą Dajlana w filmie fabularnym Yjet e neteve te gjata (reż. Viktor Gjika). Zagrał w dziesięciu filmach fabularnych. W latach 1986–1993 pracował jako asystent reżysera w Studiu Filmowym Nowa Albania. Pierwszym filmem, w którym wystąpił w nowej roli był Bardhesi. W 1991 napisał scenariusz i wyreżyserował film telewizyjny Kush e solli Doruntinën (Kto przyprowadził Doruntinę?), na podstawie powieści Ismaila Kadare. Pod koniec życia zajmował się fotografią. Jego prace zaprezentowano w Szkodrze na międzynarodowej wystawie Marubi 2003.
Od władz Albanii otrzymał tytuł Zasłużonego Artysty (alb. Artist i Merituar), a od władz Korczy tytuł honorowego obywatela tego miasta.
Pod koniec życia cierpiał na depresję. Popełnił samobójstwo z broni myśliwskiej, w swoim mieszkaniu. Pozostawił list pożegnalny, w którym napisał: Dua të vdes si Bekim Fehmiu (Chcę umrzeć jak Bekim Fehmiu).

## Role filmowe
- 1972: Yjet e neteve te gjata jako Dajlan, syn Pashako
- 1973: Operacioni Zjarri jako Kreshnik Martini
- 1977: Shembja e idhujve jako nauczyciel Naim
- 1978: I treti jako Bexhet Alushi (serial TV)
- 1978: Nusja dhe shtetrrethimi jako kapitan Edgard
- 1983: Gracka jako Gazmend
- 1984: Kush vdes ne kembe jako Ajaz
- 1985: Asgje nuk harrohet jako śledczy Andi Rama
- 1985: Dasma e shtyre jako Bala
- 1985: Tre njerez me guna jako Ago